# 吟遊詩人 (シベリウス)
音詩《吟遊詩人（ぎんゆうしじん、瑞語：Barden / 芬語：Bardi)）》作品64は、ジャン・シベリウスが1913年に作曲した交響詩。シベリウスの管弦楽曲の中では最も甘美な叙情性を湛えた作品の一つであり、底知れない深みと、一抹の哀調を帯びている。ハープの活躍と弱音の中で、さまざまな音色が明滅する前半部分と、突如として盛り上がる後半部分とから構成されているが、それでも全般的に静謐さと内向的な瞑想とが際立った小品である。
初版は1913年3月27日に作曲者自身の指揮によってヘルシンキ・フィルハーモニー協会の演奏で初演された。翌1914年に作成された最終決定版は、初版の初演と同じ顔ぶれで、1916年1月9日に初演された。
シベリウスは、本作をオシアンの詩や『エッダ』に関連づけて、「ヴァイキングの時代の古いスカンジナビアのバラッドのようなもの」になぞらえた。ハープの起用は、おそらくオシアンを示唆していよう。

## 編成
フルート2，オーボエ2，クラリネット2，バスクラリネット、ファゴット2，ホルン4，トランペット2，トロンボーン3，ティンパニ，大太鼓，タムタム，ハープ，弦楽合奏